# Henry Mann
Henry Berthold Mann (Vienna, 27 ottobre 1905 – Tucson, 1º febbraio 2000) è stato un matematico statunitense, conosciuto per i suoi contributi in teoria dei numeri ed in statistica. Gli è stato assegnato il premio Cole nel 1946.